# 400 meter häck för damer i friidrott vid olympiska sommarspelen 1988
400 meter häck för damer vid olympiska sommarspelen 1988 i Seoul avgjordes 28 september.

## Medaljörer
| Gren           | Guld                              | Guld  | Silver                             | Silver | Brons                       | Brons |
| 400 meter häck | Debbie Flintoff-King · Australien | 53,17 | Tatjana Ledovskaja · Sovjetunionen | 53,18  | Ellen Neumann · Östtyskland | 53,63 |

## Resultat
- Q innebär avancemang utifrån placering i heatet.
- q innebär avancemang utifrån total placering.
- DNS innebär att personen inte startade.
- DNF innebär att personen inte fullföljde.
- DQ innebär diskvalificering.
- NR innebär nationellt rekord.
- OR innebär olympiskt rekord.
- WR innebär världsrekord.
- WJR innebär världsrekord för juniorer
- AR innebär världsdelsrekord (area record)
- PB innebär personligt rekord.
- SB innebär säsongsbästa.

### Final
| Placering | Final                      | Tid       |
| --------- | -------------------------- | --------- |
|           | Debbie Flintoff-King (AUS) | 53,17(OR) |
|           | Tatjana Ledovskaja (URS)   | 53,18     |
|           | Ellen Fiedler (GDR)        | 53,63     |
| 4.        | Sabine Busch (GDR)         | 53,69     |
| 5.        | Sally Gunnell (GBR)        | 54,03     |
| 6.        | Gudrun Abt (FRG)           | 54,04     |
| 7.        | Tatjana Kurotjkina (URS)   | 54,39     |
| 8.        | LaTanya Sheffield (USA)    | 55,32     |

### Semifinaler
| Placering | Heat 1                     | Tid       |
| --------- | -------------------------- | --------- |
| 1.        | Debbie Flintoff-King (AUS) | 54,00(OR) |
| 2.        | Tatjana Ledovskaja (URS)   | 54.01     |
| 3.        | LaTanya Sheffield (USA)    | 54.36     |
| 4.        | Sally Gunnell (GBR)        | 54.48     |
| 5.        | Anita Protti (SUI)         | 54.56     |
| 6.        | Susanne Losch (GDR)        | 55.56     |
| 7.        | Genowefa Błaszak (POL)     | 56.76     |
| 8.        | Gretha Tromp (NED)         | 57.57     |

| Placering | Heat 2                   | Tid   |
| --------- | ------------------------ | ----- |
| 1.        | Ellen Fiedler (GDR)      | 54,28 |
| 2.        | Tatjana Kurotjkina (URS) | 54.46 |
| 3.        | Gudrun Abt (FRG)         | 54.53 |
| 4.        | Sabine Busch (GDR)       | 54.71 |
| 5.        | Cristina Pérez (ESP)     | 55.23 |
| 6.        | Elaine McLaughlin (GBR)  | 55.91 |
| 7.        | Schowonda Williams (USA) | 56.71 |
| 8.        | Chantal Beaugeant (FRA)  | 56.94 |

### Försöksheat
| Placering | Heat 1                   | Tid   |
| --------- | ------------------------ | ----- |
| 1.        | Susanne Losch (GDR)      | 55,90 |
| 2.        | Tatjana Ledovskaja (URS) | 55.91 |
| 3.        | Elaine McLaughlin (GBR)  | 56.11 |
| 4.        | Rose Tata-Muya (KEN)     | 56.18 |
| 5.        | Marie Womplou (CIV)      | 57.35 |
| 6.        | Christine Wynn (CAN)     | 58.00 |
| 7.        | Usha Pilavulakandi (IND) | 59.55 |

| Placering | Heat 2                   | Tid     |
| --------- | ------------------------ | ------- |
| 1.        | Sabine Busch (GDR)       | 55,96   |
| 2.        | Gretha Tromp (NED)       | 56.11   |
| 3.        | Genowefa Błaszak (POL)   | 56.18   |
| 4.        | Jennifer Laurendet (AUS) | 56.44   |
| 5.        | Rosey Edeh (CAN)         | 56.59   |
| 6.        | Ruth Kyalisiima (UGA)    | 59.62   |
| 7.        | Nenita Adan (PHI)        | 1.01,92 |

| Placering | Heat 3                     | Tid       |
| --------- | -------------------------- | --------- |
| 1.        | Ellen Fiedler (GDR)        | 54,58(OR) |
| 2.        | Anita Protti (SUI)         | 54.81     |
| 3.        | Tatjana Kurotjkina (URS)   | 55.04     |
| 4.        | Latanya Sheffield (USA)    | 55.61     |
| 5.        | Maria Usifo (NGR)          | 55.99     |
| 6.        | Helga Halldorsdottir (ISL) | 58.99     |
| 7.        | Kim Soon-Ja (KOR)          | 59.78     |

| Placering | Heat 4                     | Tid     |
| --------- | -------------------------- | ------- |
| 1.        | Debbie Flintoff-King (AUS) | 54,99   |
| 2.        | Cristina Pérez (ESP)       | 55.29   |
| 3.        | Sally Gunnell (GBR)        | 55.44   |
| 4.        | Irmgard Trojer (ITA)       | 55.74   |
| 5.        | Leslie Maxie (USA)         | 57.60   |
| 6.        | Barbara Johnson (IRL)      | 58.61   |
| 7.        | Fen-Hwa Chang (TPE)        | 1.00,16 |

| Placering | Heat 5                       | Tid   |
| --------- | ---------------------------- | ----- |
| 1.        | Gudrun Abt (FRG)             | 55,72 |
| 2.        | Schowonda Williams (USA)     | 55.98 |
| 3.        | Chantal Beaugeant (FRA)      | 56.03 |
| 4.        | Sally Hamilton-Fleming (AUS) | 56.08 |
| 5.        | Liliana Chalá (ECU)          | 57.15 |
| 6.        | Semra Aksu (TUR)             | 57.20 |
| 7.        | Simone Laidlow (GBR)         | 59.28 |